# Jörg Freiling
Jörg Freiling (* 1964 in Bückeburg) ist ein deutscher Betriebswirt mit Schwerpunkt auf Entrepreneurship-, Management- und Organisationsforschung und seit April 2001 Professor der Wirtschaftswissenschaft an der Universität Bremen, wo er den Lehrstuhl für Mittelstand, Existenzgründung und Entrepreneurship (LEMEX) leitet.

## Leben
Freiling studierte von 1984 bis 1989 an der Ruhr-Universität Bochum Wirtschaftswissenschaft. 1989 nahm er an der Ruhr-Universität Bochum im Bereich Marketing in der Gruppe von Werner H. Engelhardt sein Promotionsstudium auf, das er 1995 abschloss. Seine Dissertation trug den Titel: Die Abhängigkeit der Zulieferer. Ein strategisches Problem. Zum Teil parallel zur Promotion war Freiling projektweise in einem Unternehmen der Automobilzulieferindustrie beschäftigt. Nach Abschluss der Promotion begann Freiling ein Habilitationsvorhaben, das er im November 2000 ebenfalls an der Ruhr-Universität Bochum mit der Lehrbefugnis für das Fach Betriebswirtschaftslehre abschloss. Nach einer Vertretungsprofessur an der Universität Paderborn von Oktober 2000 bis März 2001 nahm Freiling zum April 2001 den Ruf an die Universität Bremen an und leitete zunächst das Arbeitsgebiet „Management mittelständischer Unternehmen im internationalen Geschäft“, aus dem im Januar 2002 der Lehrstuhl für Mittelstand, Existenzgründung und Entrepreneurship hervorging. Zeitgleich nahm Freiling von Oktober 2000 bis September 2002 eine Vertragsprofessur an der Freien Universität Bozen in Italien an.
Freiling ist Gründer des Forschernetzwerks Strategisches Kompetenz-Management, das sich 1999 rekrutiert hat und Fragen dynamischer Fähigkeiten erforscht. Seine Forschungstätigkeit im langfristigen Kontext widmet sich Fragen der Entstehung, Veränderung und des Niedergangs von Unternehmen in ihrer ökonomischen und gesellschaftlichen Einbettung.
Während seiner Tätigkeit übernahm Freiling mehrere Gastprofessuren sowie Lehraufträge. Im internationalen Bereich war er in Innsbruck/Österreich, Kufstein/Österreich, Bozen/Italien, St. Petersburg/Russland, Pachuca/Mexiko, in Deutschland u. a. in Kaiserslautern, Bochum und Oldenburg tätig.
Seit Juli 2009 ist Freiling Mitglied des Dekanats des Fachbereichs Wirtschaftswissenschaft der Universität Bremen. Von 2009 bis 2011 agierte er als Studiendekan, seit 2011 als Prodekan.

## Arbeitsinhalte und -schwerpunkte
Einen frühen Schwerpunkt seiner Tätigkeit setzte Freiling ab 1989 im Bereich des Managements von Geschäftsbeziehungen. Seine Forschungsarbeiten widmeten sich den Potenzialen und Prozessen in der Zusammenarbeit von kooperierenden Unternehmen. In den Arbeiten zur Kunden- und Anbieterintegration (Integrativitätsforschung) betonte er den Aspekt der Co-Creation von Leistungen sowie die Potenzialintegrativität, d. h. der kundenspezifischen Ausrichtung von Produktionsfaktoren.
Die Arbeiten führten ihn in den 1990er Jahren zur Fokussierung auf die Ressourcen von Unternehmen. Diese Ausrichtung korrespondierte mit dem zu dieser Zeit immer stärker Beachtung findenden Resource-based View und der Kernkompetenzperspektive, wobei sich Letztere heute vornehmlich im Bereich der Dynamic Capability-Forschung wiederfindet. Das Interesse von Freiling und seinen Publikationspartnern fokussierte sich nicht nur – wie im Mainstream – auf die Erforschung der Grundlagen nachhaltiger Wettbewerbsvorteile, sondern vor allem auf die Frage, warum es Unternehmen als Institutionen überhaupt gibt. Im Gegensatz zur Transaktionskostentheorie stellt die von der Arbeitsgruppe mitentwickelte „Competence-based Theory of the Firm“ darauf ab, dass nicht Unsicherheit und Spezifität die Hauptgründe für das Entstehen von Unternehmen sind, sondern die vertrauten, intimen Bedingungen, die Unternehmen für das Lernen und die Entwicklung von Kompetenzen bieten. Es wurde daher auch das Bild von einem speziellen „organisationalen Ambiente“ entworfen, das die Kompetenzentstehung und -nutzung in besonderer Weise fördern kann.
Freiling formierte 1999 eine zunächst auf den deutschen Sprachraum ausgerichtete Gruppe von Forschern, die strategischen Fragen des Kompetenzmanagements nachgehen. Die sog. „SKM-Gruppe“ trifft sich seit 1999 regelmäßig zu Konferenzen, die alle zwei Jahre stattfinden sowie zu kleineren wissenschaftlichen Veranstaltungen. Sie publiziert ihre Ergebnisse durch das u. a. von Freiling mitherausgegebene „Journal of Competences, Strategy and Management“ (JCSM, vormals Jahrbuch Strategisches Kompetenz-Management, kurz: JSKM).
Die damit verbundene Governance-Forschung von Freiling fand dadurch eine Fortführung, dass er im DFG-geförderten Sonderforschungsbereich 597 zur „Staatlichkeit im Wandel“ das Projekt „Rechtssicherheit und Gerechtigkeit in globalen Austauschprozessen“ zusammen mit seinem rechtswissenschaftlichen Kollegen Gralf-Peter Calließ leitete (2006–2014). Hier wurde erforscht, wie sich in Abwesenheit eines globalen Handelsrechts formale und vor allem informelle Rechtsäquivalente entwickeln, die den Geschäftspartnern in internationalen Transaktionen hinreichend Sicherheit zur Durchführung ihrer Geschäfte vermitteln.
In seinen jüngeren Arbeiten konzentriert sich Freiling auf Unternehmertum sowie die Entwicklung und Governance neu gegründeter Unternehmen, speziell von Startups und unter Betonung ihrer regionalen Einbettung in Gründungslandschaften (sog. Startup Ecosystems). Ein Arbeitsschwerpunkt sind dabei die Besonderheiten von Migrations- und Diasporagründungen sowie der Gründungstätigkeit von Geflüchteten.

## Veröffentlichungen
- Markt und Unternehmung. 3. Auflage. Springer Gabler, Wiesbaden 2010, ISBN 978-3-8349-8573-6 (mit Martin Reckenfelderbäumer)
- Entrepreneurship. Vahlen, München 2006. ISBN 978-3-8006-3277-0
- Resource-based View und ökonomische Theorie, Springer Gabler, Wiesbaden 2001
- Symbolic Interactionism as a Methodology for Process Organization Studies: Grounding the Enactment of Competences in Organizational Life, Journal of Competences, Strategy & Management, 2019, 10: 139–161 (mit Frithiof Svenson)
- Rich-to-poor diaspora ventures: how do they survive?, International Journal of Entrepreneurship and Small Business, 2016, 28(4): 391–413 (mit Aki Harima und Maria Elo)
- On the Path Towards a Competence-based Theory of the Firm, Organization Studies, 2008, 29 (8/9): 1143–1164 (mit Martin Gersch und Christian Goeke)
- SME Management – What Can We Learn from Entrepreneurship Theory?, International Journal of Entrepreneurship Education, 2008, 6 (1): 1–19.
- A Competence-based Theory of the Firm. management revue, 2004, 15 (1): 27–52.
- Integrativität als Brücke zwischen Einzeltransaktion und Geschäftsbeziehung, Marketing – ZFP, 1995, 17 (1): 37–43 (mit Werner H. Engelhardt).